# Virgilius Altmann
Virgilius Altmann (* 9. Februar 1913 in Wien; † 17. Oktober 1943 in Koserog, Weißrussland) war ein österreichischer Radrennfahrer.

## Sportliche Laufbahn
Bei den Olympischen Sommerspielen 1936 in Berlin wurde er im olympischen Straßenrennen beim Sieg von Robert Charpentier als 16. klassiert. Die österreichische Mannschaft belegte in der Mannschaftswertung den 5. Rang. In der Semperit-Rundfahrt (einem Vorläufer der späteren Österreich-Rundfahrt) belegte er in den 1930er Jahren mehrfach vordere Plätze.
Er fiel im Zweiten Weltkrieg.